# The New Pornographers
The New Pornographers sind eine Indieband aus Vancouver.

## Bandgeschichte
Die Mitglieder rekrutierten sich aus verschiedenen lokalen Bands, unter anderem Carl Newman (Zumpano), Dan Bejar (Destroyer), Filmemacher Blaine Thurier (der einige Videos der Band gedreht hat) und John Collins, Mitbetreiber eines Studios in Vancouver. Neko Case hatte in Vancouver in mehreren Bands gespielt und 1997 ihre Solo-Karriere begonnen. Zum Start im Jahr 2000 war die Band ein Neben-Projekt der Mitglieder. Nach den ersten Erfolgen rückte sie für die meisten Mitglieder immer mehr in den Vordergrund. Als der Tourplan mit dem von Case kollidierte, wurde 2005 mit Kathryn Calder eine neue Sängerin engagiert, die zusätzlich Keyboard spielt und seit Twin Cinema ebenfalls auf allen Alben zu hören ist. Neko Case gehört allerdings weiterhin fest zur Band, obwohl sie nicht bei allen Konzerten dabei sein kann.

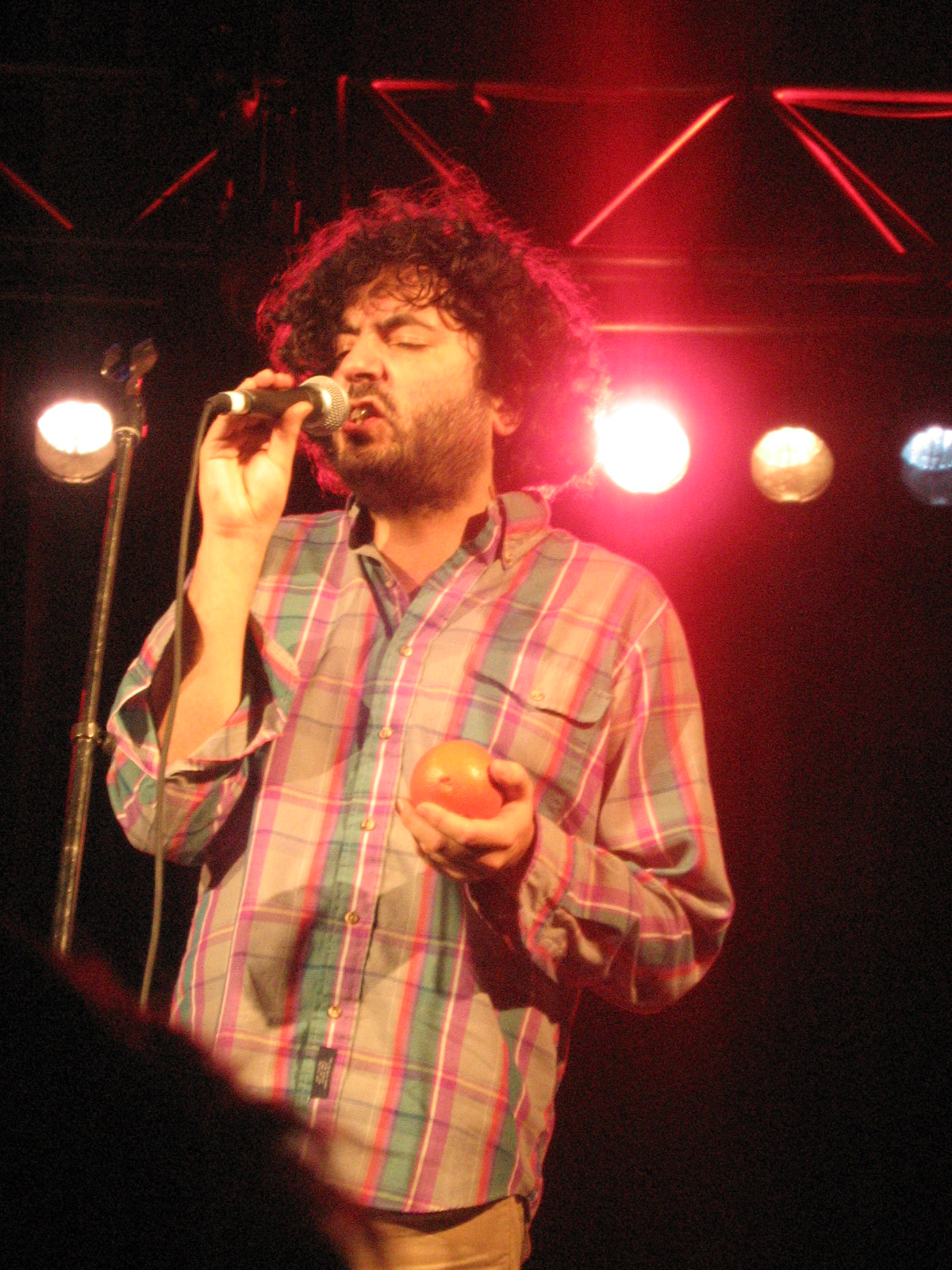
Dan Bejar
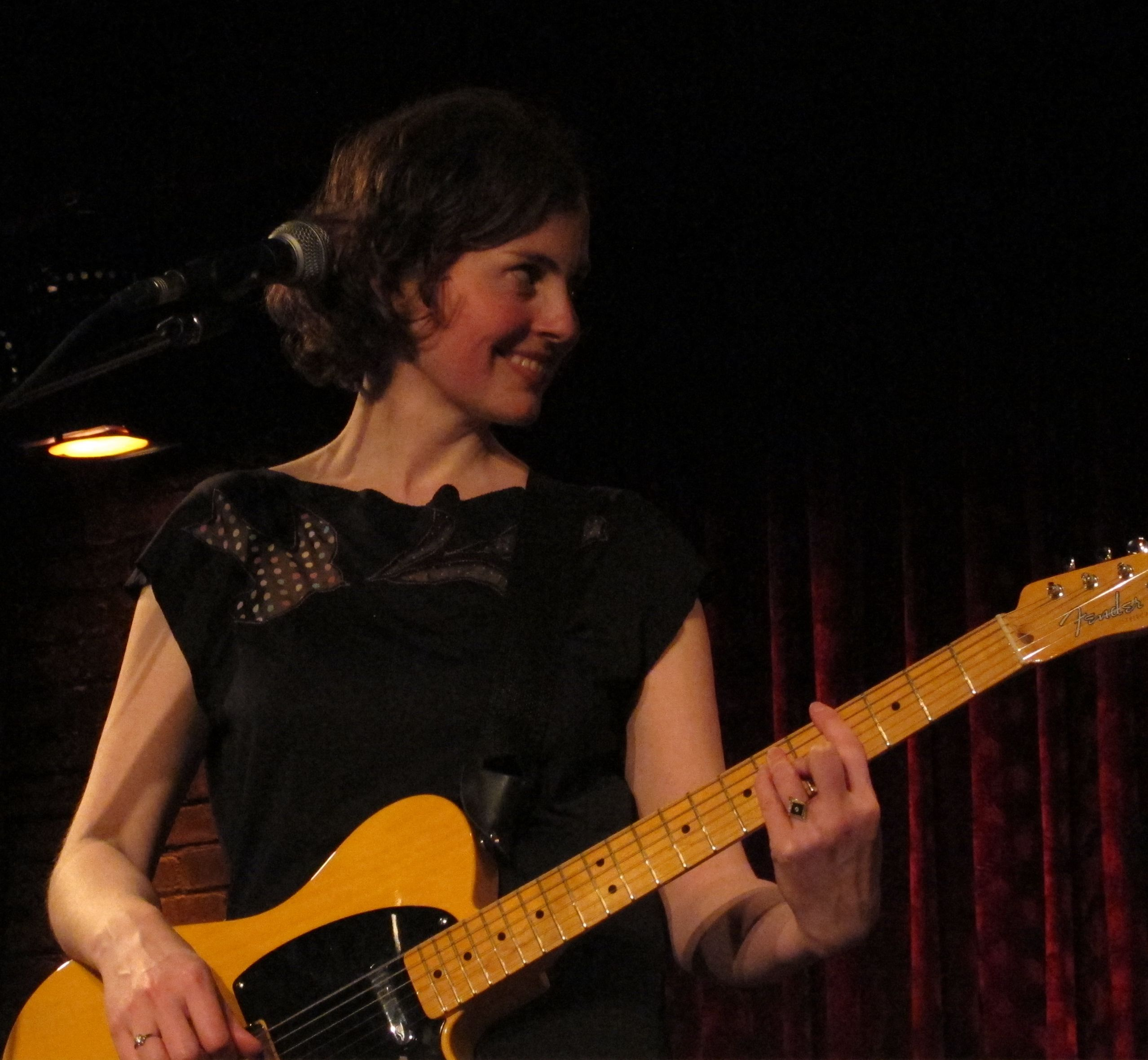
Kathryn Calder
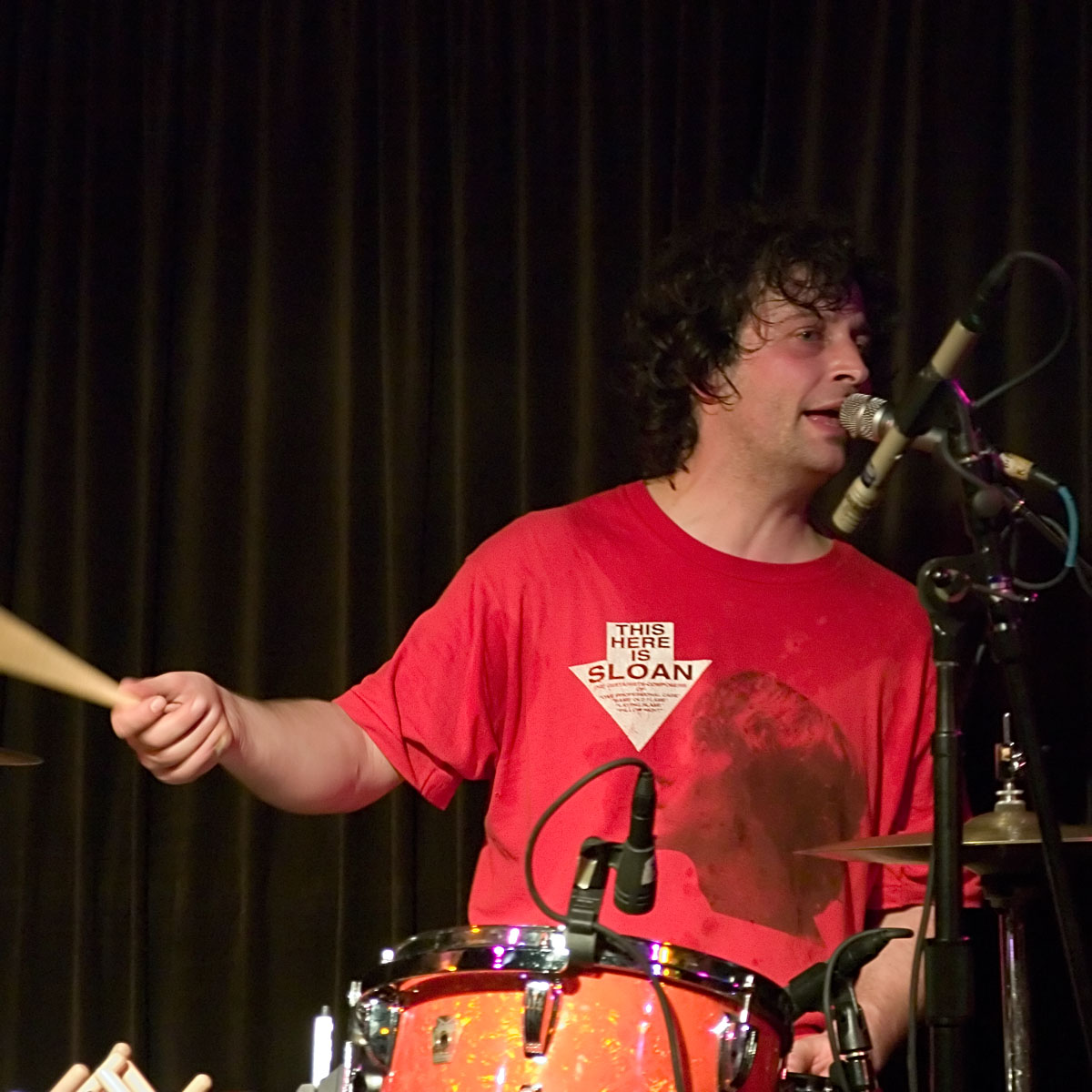
Kurt Dahle
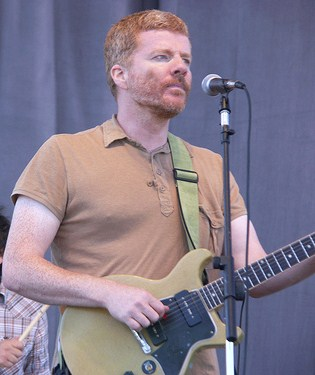
A. C. Newman
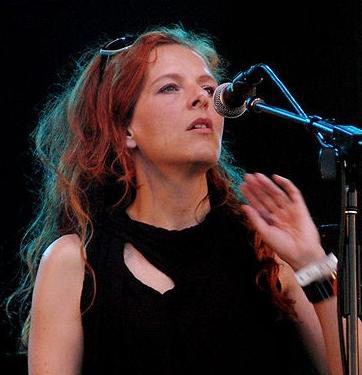
Neko Case 2009

Die New Pornographers spielten Konzerte in Kanada, den USA, Europa (inklusive Deutschland) und Australien, 2007 auch in Japan.
Ihre Musik wurde durch Power-Pop-Gruppen wie Cheap Trick und The Cars sowie die Bands der 60er und 70er Jahre wie The Beatles, The Byrds, The Beach Boys und Electric Light Orchestra beeinflusst. Auf den seit 2014 veröffentlichten Alben rückte die Band zunehmend die Gitarren zugunsten von Synthesizer-Sounds in den Hintergrund, seither sind auch The Human League deutlich als Einfluss zu erkennen. Bandleader Carl Newman, der die meisten ihrer Lieder geschrieben hat, zitiert Burt Bacharach, Jim Webb, Jeff Lynne und Brian Wilson als seine Einflüsse.
2014 erschien das Album Brill Bruisers und 2017 Whiteout Conditions. Zunächst bei der Plattenfirma Matador Records unter Vertrag, gründeten sie 2017 ihr eigenes Label Collected Works, brachten das zuerst dort erschienene neue Album Whiteout Conditions dann aber doch zusätzlich bei Concord Records unter.
Das achte Album der Band, In The Morse Code Of Brake Lights erschien 2019 wieder bei Concord Records. Es ist das zweite ohne Beiträge von Dan Bejar und ohne den Schlagzeuger Kurt Dahle, der 2014 ausstieg und durch Joe Seiders ersetzt wurde. „Simi Stone“ Sernaker, die bei allen Tourneen schon seit 2015 als dritte Sängerin, Perkussionistin und Violinistin dazugehörte, war nun offiziell festes Bandmitglied. Mehrere Singles wurden zum 2019er Album veröffentlicht, so The Surprise Knock, Falling Down the Stairs of Your Smile und One Kind of Solomon.
Im Juli 2021 bestätigte man die Rückkehr von Dan Bejar zur Band sowie den Abgang von Blaine Thurier und Simi Stone.
2025 wurde Joe Seiders wegen Besitz von Kinderpornografie, Verletzung der Privatsphäre sowie sexueller Belästigung Minderjähriger verhaftet. Er soll Minderjährige beim Toilettengang gefilmt haben. Bei einer Hausdurchsuchung wurde Kinderpornografie entdeckt. Nachdem die Vorwürfe bekannt wurden, trennte sich die Band umgehend von ihm.

## Diskografie
- 2000: Mass Romantic (Kanada: Mint; Rest der Welt: Matador)
- 2003: Electric Version (Kanada: Mint; Rest der Welt: Matador)
- 2005: Twin Cinema (Kanada: Mint; Rest der Welt: Matador)
- 2006: Live! (Selbstvertrieb)
- 2007: Challengers (Matador)
- 2010: Together (Matador)
- 2014: Brill Bruisers (Matador)
- 2017: Whiteout Conditions (Concord Records)
- 2019: In the Morse Code of Brake Lights (Concord Records)
- 2023: Continue as a Guest (Merge Records)